# Didymodon polycephalus
Didymodon polycephalus är en bladmossart som beskrevs av Montagne 1845. Didymodon polycephalus ingår i släktet lansmossor, och familjen Pottiaceae. Inga underarter finns listade i Catalogue of Life.